# Präsidentschaftswahl in der Dominikanischen Republik 2012
Die Präsidentschaftswahl in der Dominikanischen Republik 2012 fand am 20. Mai statt. Insgesamt waren 6,5 Millionen Dominikaner aufgerufen, ihre Stimme abzugeben. Nach der Verfassung von 1966 ist die Dominikanische Republik eine präsidiale Republik. Staatsoberhaupt und oberster Inhaber der Exekutive (Regierungschef) ist der für vier Jahre direkt gewählte Präsident. Die unmittelbare Wiederwahl wurde 1994 in der Verfassung verboten, 2004 (einmalige unmittelbare Wiederwahl) wieder erlaubt und 2010 wieder verboten.
Zur Wahl traten sechs Kandidaten an. Chancen, gewählt zu werden, hatten laut den Umfragen nur Hipólito Mejía vom sozialdemokratischen Partido Revolucionario Dominicano (PRD), bereits Präsident von 2000 bis 2004, und Danilo Medina vom liberalen Partido de la Liberación Dominicana, Parteifreund des abtretenden Präsidenten Leonel Fernández. Den übrigen vier Kandidaten wurden keinerlei Chancen eingeräumt, gewählt zu werden.
Danilo Medina gewann die absolute Mehrheit knapp bereits im ersten Wahlgang, womit die Stichwahl in einem zweiten Wahlgang entfiel, der von der Verfassung für den Fall vorgesehen ist, dass keiner der Kandidaten im ersten Wahlgang die absolute Mehrheit erreicht. Er erhielt 51,21 % der Stimmen, Mejía 46,95 %. Zur Vizepräsidentin wurde die Ehefrau des abtretenden Staatspräsidenten, Margarita Cedeño de Fernández, gewählt.
Der Partido Reformista Social Cristiano (PRSC), der nach dem Tode seines Führers Joaquín Balaguer im Jahre 2002 einen steten Abstieg hinnehmen musste, trat erstmals nicht mit einem eigenen Kandidaten an, sondern beteiligte sich an der Wahlallianz mit dem PLD. Er trug 5,87 % der Stimmen zum siegreichen Ergebnis der Allianz bei.

## Wahlergebnis
| Kandidaten                                                                                   | Kandidaten                   | Stimmen   | %    | Listen                              | Stimmen   | %    |
| -------------------------------------------------------------------------------------------- | ---------------------------- | --------- | ---- | ----------------------------------- | --------- | ---- |
|                                                                                              | Danilo Medina Sánchezgewählt | 2.323.463 | 51,2 | Partido de la Liberación Dominicana | 1.711.972 | 37,7 |
| Partido Reformista Social Cristiano                                                          | Danilo Medina Sánchezgewählt | 2.323.463 | 51,2 | 266.487                             | 5,9       |      |
| Bloque Institucional Social Demócrata                                                        | Danilo Medina Sánchezgewählt | 2.323.463 | 51,2 | 72.260                              | 1,6       |      |
| Partido Quisqueyano Demócrata Cristiano                                                      | Danilo Medina Sánchezgewählt | 2.323.463 | 51,2 | 59.991                              | 1,3       |      |
| Unión Demócrata Cristiana                                                                    | Danilo Medina Sánchezgewählt | 2.323.463 | 51,2 | 35.512                              | 0,8       |      |
| Fuerza Nacional Progresista                                                                  | Danilo Medina Sánchezgewählt | 2.323.463 | 51,2 | 33.172                              | 0,7       |      |
| Partido Cívico Renovador                                                                     | Danilo Medina Sánchezgewählt | 2.323.463 | 51,2 | 26.992                              | 0,6       |      |
| Partido de los Trabajadores Dominicanos                                                      | Danilo Medina Sánchezgewählt | 2.323.463 | 51,2 | 26.067                              | 0,6       |      |
| Partido Popular Cristiano                                                                    | Danilo Medina Sánchezgewählt | 2.323.463 | 51,2 | 22.089                              | 0,5       |      |
| Partido de Acción Liberal                                                                    | Danilo Medina Sánchezgewählt | 2.323.463 | 51,2 | 21.034                              | 0,5       |      |
| Partido Socialista Verde                                                                     | Danilo Medina Sánchezgewählt | 2.323.463 | 51,2 | 14.363                              | 0,3       |      |
| Partido de Unidad Nacional                                                                   | Danilo Medina Sánchezgewählt | 2.323.463 | 51,2 | 12.447                              | 0,3       |      |
| Partido Liberal de la República Dominicana                                                   | Danilo Medina Sánchezgewählt | 2.323.463 | 51,2 | 11.685                              | 0,3       |      |
| Partido Demócrata Popular                                                                    | Danilo Medina Sánchezgewählt | 2.323.463 | 51,2 | 9.392                               | 0,2       |      |
|                                                                                              | Hipólito Mejía Dominguez     | 2.130.189 | 47,0 | Partido Revolucionario Dominicano   | 1.911.503 | 42,1 |
| Movimiento Democrático Alternativo                                                           | Hipólito Mejía Dominguez     | 2.130.189 | 47,0 | 91.821                              | 2,0       |      |
| Partido Revolucionario Social Demócrata                                                      | Hipólito Mejía Dominguez     | 2.130.189 | 47,0 | 61.754                              | 1,4       |      |
| Partido Humanista Dominicano                                                                 | Hipólito Mejía Dominguez     | 2.130.189 | 47,0 | 34.378                              | 0,8       |      |
| Alianza Social Dominicana                                                                    | Hipólito Mejía Dominguez     | 2.130.189 | 47,0 | 19.022                              | 0,4       |      |
| Partido Demócrata Institucional                                                              | Hipólito Mejía Dominguez     | 2.130.189 | 47,0 | 11.711                              | 0,3       |      |
|                                                                                              | Guillermo Moreno García      | 62.296    | 1,4  | Alianza País                        | 62.296    | 1,4  |
|                                                                                              | Eduardo Estrella Virella     | 9.343     | 0,2  | Dominicanos por el Cambio           | 9.343     | 0,2  |
|                                                                                              | Julián Serulle Ramia         | 6.553     | 0,1  | Frente Amplio                       | 6.553     | 0,1  |
|                                                                                              | Max Puig Miller              | 5.066     | 0,1  | Alianza por la Democracia           | 5.066     | 0,1  |
| Gesamt                                                                                       | Gesamt                       | 4.536.910 | 100  |                                     | 4.536.910 | 100  |
|                                                                                              |                              |           |      |                                     |           |      |
| Ungültige Stimmen                                                                            | Ungültige Stimmen            | 29.928    | –    |                                     |           |      |
| Wähler                                                                                       | Wähler                       | 4.566.838 | 70,2 |                                     |           |      |
| Wahlberechtigte                                                                              | Wahlberechtigte              | 6.502.968 |      |                                     |           |      |
|                                                                                              |                              |           |      |                                     |           |      |
| Quellen: Gaceta oficial n. 10686, 28/07/2012 – Junta Central Electoral, vorläufiges Ergebnis |                              |           |      |                                     |           |      |

Die Wahlbeteiligung betrug 70,23 % (in der Dominikanischen Republik besteht für Stimmbürger unter 70 Jahren Wahlpflicht).